# Nisshin (1868)
El Nisshin (日進?  lit. Día a día) fue un balandro de tres mástiles con casco de madera y aletas de hierro propulsado a vapor y carbón de principios del período Meiji, que servía en la incipiente Armada Imperial Japonesa.

## Antedecedentes
El Nisshin fue comisionado en el Reino de los Países Bajos por el dominio de Saga en 1867 a través del representante del dominio en Europa, Sano Tsunetami. Se produjo en C. Gips & Co. en Dordrecht el 23 de enero de 1868, se botó el 20 de febrero de 1869 y se completó el 12 de abril de 1869. Los motores fueron construidos por las fábricas de Van Vlissingen y Dudok van Heel en Ámsterdam y la Nederlandsche Stoomboot Maatschappij en Róterdam. El coste total ascendió a 273.900 florines. El diseño del barco se basó en el Watergeus de la Armada Real de los Países Bajos. El barco partió de Brouwershaven hacia Japón al mando del capitán J. Vroom con una tripulación de 42 personas, después de que las pruebas hubieran sido satisfactorias.
El 30 de marzo de 1869 llegó a Nagasaki y fue renombrado Nisshin-maru (日進丸Nisshin-maru?)  por el dominio de Saga.

## Servicio en la Armada Imperial Japonesa
El Nisshin-maru fue transferido del dominio de Saga al nuevo gobierno Meiji el 22 de junio de 1870 y asignado a la recién formada Armada Imperial Japonesa, siendo renombrado como Nisshin-kan. Fue uno de los seis barcos asignados a la expedición a Taiwán de 1874 .
En agosto de 1875, se le asignó visitar todas las islas Kuriles hasta la península de Kamchatka para formalizar la posesión japonesa según los términos del Tratado de San Petersburgo. Del 26 de febrero al 28 de agosto de 1877, bajo el mando del futuro almirante de flota Itō Sukeyuki, participó en la represión de la rebelión de Satsuma.
Desde el 31 de julio de 1882, bajo el mando del futuro almirante Tsuboi Kōzō, el Nisshin fue asignado a patrullas de la costa de Corea, como parte de una demostración de fuerza por parte del gobierno japonés en respuesta al incendio de la embajada japonesa en Seúl durante el Incidente de Imo. Fue reasignado a las patrullas coreanas desde el 28 de febrero de 1884 después del golpe de Gapsin.
El 25 de diciembre de 1885, el Nisshin fue retirado del estado de combate y fue redesignado como buque escuela. Fue dado de baja el 25 de marzo de 1892 y desguazado en 1893.